# Tour de los Alpes 2019
La 43.ª edición del Tour de los Alpes fue una carrera de ciclismo en ruta por etapas que se celebró entre Austria en la región del Tirol e Italia en la región de Trentino-Alto Adigio / Tirol del Sur entre el 22 y el 26 de abril de 2019 sobre un recorrido de 711,7 kilómetros dividido en 5 etapas, con inicio en la ciudad de Kufstein (Austria) y final en la ciudad de Bolzano (Italia).
La prueba perteneció al UCI Europe Tour 2019 dentro de la categoría 2.HC (máxima categoría de estos circuitos). El vencedor final fue el ruso Pavel Sivakov del Sky seguido del británico Tao Geoghegan Hart, también del Sky, y el italiano Vincenzo Nibali del Bahrain Merida.

## Equipos participantes
Tomaron parte en la carrera 20 equipos: 5 de categoría UCI WorldTeam invitados por la organización; 9 de categoría Profesional Continental; 5 de categoría Continental; y la selección nacional de Italia. Formando así un pelotón de 132 ciclistas de los que acabaron 82. Los equipos participantes fueron:
| WorldTeams (5)- AG2R La Mondiale - Astana - Bahrain-Merida - Bora-hansgrohe - Sky Equipos continentales profesionales (9)- Androni Giocattoli-Sidermec - Bardiani CSF - Caja Rural-Seguros RGA - Euskadi Basque Country-Murias - Nippo Vini Fantini Faizanè - Gazprom-RusVelo - Manzana Postobón - Neri Sottoli-Selle Italia-KTM - Arkéa-Samsic Equipos continentales (5)- Tirol KTM Cycling Team - Team Vorarlberg-Santic - Team Colpack - Giotti Victoria-Palomar - Felbermayr Simplon Wels Equipo nacional- Italia |
| |

## Recorrido
El Tour de los Alpes dispuso de cinco etapas para un recorrido total de 711,7 kilómetros, con diez puertos de montaña y un desnivel de 13.630 metros, está dividido en tres etapas de media montaña, y dos etapas de alta montaña.
| Etapa     | Fecha     | Recorrido                               | type                   | Distancia (km) | Ganador            | Líder              |
| --------- | --------- | --------------------------------------- | ---------------------- | -------------- | ------------------ | ------------------ |
| 1.ª etapa | 22 de abr | Kufstein – Kufstein                     | etapa escarpada        | 144            | Tao Geoghegan Hart | Tao Geoghegan Hart |
| 2.ª etapa | 23 de abr | Reith im Alpbachtal – Scena             | etapa de media montaña | 178,7          | Pavel Sivakov      | Pavel Sivakov      |
| 3.ª etapa | 24 de abr | Salorno – Baselga di Piné               | etapa escarpada        | 106,3          | Fausto Masnada     | Pavel Sivakov      |
| 4.ª etapa | 25 de abr | Baselga di Piné – Cles                  | etapa de montaña       | 134            | Tao Geoghegan Hart | Pavel Sivakov      |
| 5.ª etapa | 26 de abr | Caldaro sulla Strada del Vino – Bolzano | etapa de montaña       | 148,7          | Fausto Masnada     | Pavel Sivakov      |

## Desarrollo de la carrera

### 1.ª etapa
| Kufstein - Kufstein | etapa escarpada | (144 km) |

| \| Clasificación de la etapa \| Clasificación de la etapa \| Clasificación de la etapa \| Clasificación de la etapa \| Clasificación de la etapa \| \| Ciclista \| Ciclista \| Equipo \| Tiempo \| \| \| ------------------------- \| ------------------------- \| ----------------------------- \| ------------------------- \| ------------------------- \| \| 1.º \| Tao Geoghegan Hart \| Team Sky \| 3 h 30 min 48 s \| \| \| 2.º \| Alex Aranburu \| Caja Rural-Seguros RGA \| + 0 s \| \| \| 3.º \| Roland Thalmann \| Team Vorarlberg-Santic \| + 0 s \| \| \| 4.º \| Pello Bilbao \| Astana \| + 0 s \| \| \| 5.º \| Nikita Stalnow \| Astana \| + 0 s \| \| \| 6.º \| Chris Froome \| Team Sky \| + 0 s \| \| \| 7.º \| Aleksandr Vlásov \| Gazprom-RusVelo \| + 0 s \| \| \| 8.º \| Rafał Majka \| Bora-Hansgrohe \| + 0 s \| \| \| 9.º \| Giovanni Carboni \| Bardiani CSF \| + 0 s \| \| \| 10.º \| Dayer Quintana \| Neri Sottoli-Selle Italia-KTM \| + 0 s \| \| |                    |                               |                 |
| |                    |                               |                 |
| Fuente: ProCyclingStats |                    |                               |                 |
| Clasificación de la etapa |                    |                               |                 |
| Ciclista | Ciclista           | Equipo                        | Tiempo          |
| 1.º | Tao Geoghegan Hart | Team Sky                      | 3 h 30 min 48 s |
| 2.º | Alex Aranburu      | Caja Rural-Seguros RGA        | + 0 s           |
| 3.º | Roland Thalmann    | Team Vorarlberg-Santic        | + 0 s           |
| 4.º | Pello Bilbao       | Astana                        | + 0 s           |
| 5.º | Nikita Stalnow     | Astana                        | + 0 s           |
| 6.º | Chris Froome       | Team Sky                      | + 0 s           |
| 7.º | Aleksandr Vlásov   | Gazprom-RusVelo               | + 0 s           |
| 8.º | Rafał Majka        | Bora-Hansgrohe                | + 0 s           |
| 9.º | Giovanni Carboni   | Bardiani CSF                  | + 0 s           |
| 10.º | Dayer Quintana     | Neri Sottoli-Selle Italia-KTM | + 0 s           |

| \| Clasificación general \| Clasificación general \| Clasificación general \| Clasificación general \| Clasificación general \| \| Ciclista \| Ciclista \| Equipo \| Tiempo \| \| \| --------------------- \| --------------------- \| ----------------------------- \| --------------------- \| --------------------- \| \| 1.º \| Tao Geoghegan Hart \| Team Sky \| 3 h 30 min 38 s \| \| \| 2.º \| Alex Aranburu \| Caja Rural-Seguros RGA \| + 4 s \| \| \| 3.º \| Roland Thalmann \| Team Vorarlberg-Santic \| + 6 s \| \| \| 4.º \| Pello Bilbao \| Astana \| + 10 s \| \| \| 5.º \| Nikita Stalnow \| Astana \| + 10 s \| \| \| 6.º \| Chris Froome \| Team Sky \| + 10 s \| \| \| 7.º \| Aleksandr Vlásov \| Gazprom-RusVelo \| + 10 s \| \| \| 8.º \| Rafał Majka \| Bora-Hansgrohe \| + 10 s \| \| \| 9.º \| Giovanni Carboni \| Bardiani CSF \| + 10 s \| \| \| 10.º \| Dayer Quintana \| Neri Sottoli-Selle Italia-KTM \| + 10 s \| \| |                    |                               |                 |
| |                    |                               |                 |
| Fuente: ProCyclingStats |                    |                               |                 |
| Clasificación general |                    |                               |                 |
| Ciclista | Ciclista           | Equipo                        | Tiempo          |
| 1.º | Tao Geoghegan Hart | Team Sky                      | 3 h 30 min 38 s |
| 2.º | Alex Aranburu      | Caja Rural-Seguros RGA        | + 4 s           |
| 3.º | Roland Thalmann    | Team Vorarlberg-Santic        | + 6 s           |
| 4.º | Pello Bilbao       | Astana                        | + 10 s          |
| 5.º | Nikita Stalnow     | Astana                        | + 10 s          |
| 6.º | Chris Froome       | Team Sky                      | + 10 s          |
| 7.º | Aleksandr Vlásov   | Gazprom-RusVelo               | + 10 s          |
| 8.º | Rafał Majka        | Bora-Hansgrohe                | + 10 s          |
| 9.º | Giovanni Carboni   | Bardiani CSF                  | + 10 s          |
| 10.º | Dayer Quintana     | Neri Sottoli-Selle Italia-KTM | + 10 s          |

### 2.ª etapa
| Reith im Alpbachtal - Scena | etapa de media montaña | (178,7 km) |

| \| Clasificación de la etapa \| Clasificación de la etapa \| Clasificación de la etapa \| Clasificación de la etapa \| Clasificación de la etapa \| \| Ciclista \| Ciclista \| Equipo \| Tiempo \| \| \| ------------------------- \| ------------------------- \| --------------------------- \| ------------------------- \| ------------------------- \| \| 1.º \| Pavel Sivakov \| Team Sky \| 4 h 58 min 17 s \| \| \| 2.º \| Jan Hirt \| Astana \| + 4 s \| \| \| 3.º \| Mattia Cattaneo \| Androni Giocattoli-Sidermec \| + 17 s \| \| \| 4.º \| Fausto Masnada \| Androni Giocattoli-Sidermec \| + 22 s \| \| \| 5.º \| Hermann Pernsteiner \| Bahrain-Merida \| + 29 s \| \| \| 6.º \| Rafał Majka \| Bora-Hansgrohe \| + 29 s \| \| \| 7.º \| Vincenzo Nibali \| Bahrain-Merida \| + 29 s \| \| \| 8.º \| Tao Geoghegan Hart \| Team Sky \| + 43 s \| \| \| 9.º \| Pello Bilbao \| Astana \| + 43 s \| \| \| 10.º \| Nikita Stalnow \| Astana \| + 52 s \| \| |                     |                             |                 |
| |                     |                             |                 |
| Fuente: ProCyclingStats |                     |                             |                 |
| Clasificación de la etapa |                     |                             |                 |
| Ciclista | Ciclista            | Equipo                      | Tiempo          |
| 1.º | Pavel Sivakov       | Team Sky                    | 4 h 58 min 17 s |
| 2.º | Jan Hirt            | Astana                      | + 4 s           |
| 3.º | Mattia Cattaneo     | Androni Giocattoli-Sidermec | + 17 s          |
| 4.º | Fausto Masnada      | Androni Giocattoli-Sidermec | + 22 s          |
| 5.º | Hermann Pernsteiner | Bahrain-Merida              | + 29 s          |
| 6.º | Rafał Majka         | Bora-Hansgrohe              | + 29 s          |
| 7.º | Vincenzo Nibali     | Bahrain-Merida              | + 29 s          |
| 8.º | Tao Geoghegan Hart  | Team Sky                    | + 43 s          |
| 9.º | Pello Bilbao        | Astana                      | + 43 s          |
| 10.º | Nikita Stalnow      | Astana                      | + 52 s          |

| \| Clasificación general \| Clasificación general \| Clasificación general \| Clasificación general \| Clasificación general \| \| Ciclista \| Ciclista \| Equipo \| Tiempo \| \| \| --------------------- \| --------------------- \| --------------------------- \| --------------------- \| --------------------- \| \| 1.º \| Pavel Sivakov \| Team Sky \| 8 h 28 min 55 s \| \| \| 2.º \| Jan Hirt \| Astana \| + 8 s \| \| \| 3.º \| Mattia Cattaneo \| Androni Giocattoli-Sidermec \| + 23 s \| \| \| 4.º \| Rafał Majka \| Bora-Hansgrohe \| + 39 s \| \| \| 5.º \| Hermann Pernsteiner \| Bahrain-Merida \| + 39 s \| \| \| 6.º \| Vincenzo Nibali \| Bahrain-Merida \| + 39 s \| \| \| 7.º \| Tao Geoghegan Hart \| Team Sky \| + 43 s \| \| \| 8.º \| Pello Bilbao \| Astana \| + 53 s \| \| \| 9.º \| Nikita Stalnow \| Astana \| + 1 min 02 s \| \| \| 10.º \| Roland Thalmann \| Team Vorarlberg-Santic \| + 1 min 08 s \| \| |                     |                             |                 |
| |                     |                             |                 |
| Fuente: ProCyclingStats |                     |                             |                 |
| Clasificación general |                     |                             |                 |
| Ciclista | Ciclista            | Equipo                      | Tiempo          |
| 1.º | Pavel Sivakov       | Team Sky                    | 8 h 28 min 55 s |
| 2.º | Jan Hirt            | Astana                      | + 8 s           |
| 3.º | Mattia Cattaneo     | Androni Giocattoli-Sidermec | + 23 s          |
| 4.º | Rafał Majka         | Bora-Hansgrohe              | + 39 s          |
| 5.º | Hermann Pernsteiner | Bahrain-Merida              | + 39 s          |
| 6.º | Vincenzo Nibali     | Bahrain-Merida              | + 39 s          |
| 7.º | Tao Geoghegan Hart  | Team Sky                    | + 43 s          |
| 8.º | Pello Bilbao        | Astana                      | + 53 s          |
| 9.º | Nikita Stalnow      | Astana                      | + 1 min 02 s    |
| 10.º | Roland Thalmann     | Team Vorarlberg-Santic      | + 1 min 08 s    |

### 3.ª etapa
| Salorno - Baselga di Piné | etapa escarpada | (106,3 km) |

| \| Clasificación de la etapa \| Clasificación de la etapa \| Clasificación de la etapa \| Clasificación de la etapa \| Clasificación de la etapa \| \| Ciclista \| Ciclista \| Equipo \| Tiempo \| \| \| ------------------------- \| ------------------------- \| --------------------------- \| ------------------------- \| ------------------------- \| \| 1.º \| Fausto Masnada \| Androni Giocattoli-Sidermec \| 2 h 58 min 08 s \| \| \| 2.º \| Tao Geoghegan Hart \| Team Sky \| + 5 s \| \| \| 3.º \| Rafał Majka \| Bora-Hansgrohe \| + 5 s \| \| \| 4.º \| Vincenzo Nibali \| Bahrain-Merida \| + 5 s \| \| \| 5.º \| Dario Cataldo \| Astana \| + 5 s \| \| \| 6.º \| Aleksandr Vlásov \| Gazprom-RusVelo \| + 5 s \| \| \| 7.º \| Pavel Sivakov \| Team Sky \| + 5 s \| \| \| 8.º \| Jan Hirt \| Astana \| + 5 s \| \| \| 9.º \| Roland Thalmann \| Team Vorarlberg-Santic \| + 5 s \| \| \| 10.º \| Mattia Cattaneo \| Androni Giocattoli-Sidermec \| + 5 s \| \| |                    |                             |                 |
| |                    |                             |                 |
| Fuente: ProCyclingStats |                    |                             |                 |
| Clasificación de la etapa |                    |                             |                 |
| Ciclista | Ciclista           | Equipo                      | Tiempo          |
| 1.º | Fausto Masnada     | Androni Giocattoli-Sidermec | 2 h 58 min 08 s |
| 2.º | Tao Geoghegan Hart | Team Sky                    | + 5 s           |
| 3.º | Rafał Majka        | Bora-Hansgrohe              | + 5 s           |
| 4.º | Vincenzo Nibali    | Bahrain-Merida              | + 5 s           |
| 5.º | Dario Cataldo      | Astana                      | + 5 s           |
| 6.º | Aleksandr Vlásov   | Gazprom-RusVelo             | + 5 s           |
| 7.º | Pavel Sivakov      | Team Sky                    | + 5 s           |
| 8.º | Jan Hirt           | Astana                      | + 5 s           |
| 9.º | Roland Thalmann    | Team Vorarlberg-Santic      | + 5 s           |
| 10.º | Mattia Cattaneo    | Androni Giocattoli-Sidermec | + 5 s           |

| \| Clasificación general \| Clasificación general \| Clasificación general \| Clasificación general \| Clasificación general \| \| Ciclista \| Ciclista \| Equipo \| Tiempo \| \| \| --------------------- \| --------------------- \| --------------------------- \| --------------------- \| --------------------- \| \| 1.º \| Pavel Sivakov \| Team Sky \| 11 h 27 min 08 s \| \| \| 2.º \| Jan Hirt \| Astana \| + 8 s \| \| \| 3.º \| Mattia Cattaneo \| Androni Giocattoli-Sidermec \| + 23 s \| \| \| 4.º \| Rafał Majka \| Bora-Hansgrohe \| + 35 s \| \| \| 5.º \| Tao Geoghegan Hart \| Team Sky \| + 37 s \| \| \| 6.º \| Vincenzo Nibali \| Bahrain-Merida \| + 39 s \| \| \| 7.º \| Hermann Pernsteiner \| Bahrain-Merida \| + 1 min 01 s \| \| \| 8.º \| Roland Thalmann \| Team Vorarlberg-Santic \| + 1 min 08 s \| \| \| 9.º \| Aleksandr Vlásov \| Gazprom-RusVelo \| + 1 min 24 s \| \| \| 10.º \| Fausto Masnada \| Androni Giocattoli-Sidermec \| + 1 min 35 s \| \| |                     |                             |                  |
| |                     |                             |                  |
| Fuente: ProCyclingStats |                     |                             |                  |
| Clasificación general |                     |                             |                  |
| Ciclista | Ciclista            | Equipo                      | Tiempo           |
| 1.º | Pavel Sivakov       | Team Sky                    | 11 h 27 min 08 s |
| 2.º | Jan Hirt            | Astana                      | + 8 s            |
| 3.º | Mattia Cattaneo     | Androni Giocattoli-Sidermec | + 23 s           |
| 4.º | Rafał Majka         | Bora-Hansgrohe              | + 35 s           |
| 5.º | Tao Geoghegan Hart  | Team Sky                    | + 37 s           |
| 6.º | Vincenzo Nibali     | Bahrain-Merida              | + 39 s           |
| 7.º | Hermann Pernsteiner | Bahrain-Merida              | + 1 min 01 s     |
| 8.º | Roland Thalmann     | Team Vorarlberg-Santic      | + 1 min 08 s     |
| 9.º | Aleksandr Vlásov    | Gazprom-RusVelo             | + 1 min 24 s     |
| 10.º | Fausto Masnada      | Androni Giocattoli-Sidermec | + 1 min 35 s     |

### 4.ª etapa
| Baselga di Piné - Cles | etapa de montaña | (134 km) |

| \| Clasificación de la etapa \| Clasificación de la etapa \| Clasificación de la etapa \| Clasificación de la etapa \| Clasificación de la etapa \| \| Ciclista \| Ciclista \| Equipo \| Tiempo \| \| \| ------------------------- \| ------------------------- \| ----------------------------- \| ------------------------- \| ------------------------- \| \| 1.º \| Tao Geoghegan Hart \| Team Sky \| 3 h 26 min 32 s \| \| \| 2.º \| Vincenzo Nibali \| Bahrain-Merida \| + 0 s \| \| \| 3.º \| Rafał Majka \| Bora-Hansgrohe \| + 0 s \| \| \| 4.º \| Pavel Sivakov \| Team Sky \| + 0 s \| \| \| 5.º \| Chris Froome \| Team Sky \| + 40 s \| \| \| 6.º \| Mattia Cattaneo \| Androni Giocattoli-Sidermec \| + 40 s \| \| \| 7.º \| Aleksandr Vlásov \| Gazprom-RusVelo \| + 40 s \| \| \| 8.º \| Hubert Dupont \| AG2R La Mondiale \| + 40 s \| \| \| 9.º \| Mikel Bizkarra \| Euskadi Basque Country-Murias \| + 40 s \| \| \| 10.º \| Jan Hirt \| Astana \| + 40 s \| \| |                    |                               |                 |
| |                    |                               |                 |
| Fuente: ProCyclingStats |                    |                               |                 |
| Clasificación de la etapa |                    |                               |                 |
| Ciclista | Ciclista           | Equipo                        | Tiempo          |
| 1.º | Tao Geoghegan Hart | Team Sky                      | 3 h 26 min 32 s |
| 2.º | Vincenzo Nibali    | Bahrain-Merida                | + 0 s           |
| 3.º | Rafał Majka        | Bora-Hansgrohe                | + 0 s           |
| 4.º | Pavel Sivakov      | Team Sky                      | + 0 s           |
| 5.º | Chris Froome       | Team Sky                      | + 40 s          |
| 6.º | Mattia Cattaneo    | Androni Giocattoli-Sidermec   | + 40 s          |
| 7.º | Aleksandr Vlásov   | Gazprom-RusVelo               | + 40 s          |
| 8.º | Hubert Dupont      | AG2R La Mondiale              | + 40 s          |
| 9.º | Mikel Bizkarra     | Euskadi Basque Country-Murias | + 40 s          |
| 10.º | Jan Hirt           | Astana                        | + 40 s          |

| \| Clasificación general \| Clasificación general \| Clasificación general \| Clasificación general \| Clasificación general \| \| Ciclista \| Ciclista \| Equipo \| Tiempo \| \| \| --------------------- \| --------------------- \| --------------------------- \| --------------------- \| --------------------- \| \| 1.º \| Pavel Sivakov \| Team Sky \| 14 h 53 min 40 s \| \| \| 2.º \| Tao Geoghegan Hart \| Team Sky \| + 27 s \| \| \| 3.º \| Rafał Majka \| Bora-Hansgrohe \| + 31 s \| \| \| 4.º \| Vincenzo Nibali \| Bahrain-Merida \| + 33 s \| \| \| 5.º \| Jan Hirt \| Astana \| + 48 s \| \| \| 6.º \| Mattia Cattaneo \| Androni Giocattoli-Sidermec \| + 1 min 03 s \| \| \| 7.º \| Aleksandr Vlásov \| Gazprom-RusVelo \| + 2 min 04 s \| \| \| 8.º \| Giovanni Carboni \| Bardiani CSF \| + 2 min 30 s \| \| \| 9.º \| Chris Froome \| Team Sky \| + 2 min 34 s \| \| \| 10.º \| Pello Bilbao \| Astana \| + 2 min 39 s \| \| |                    |                             |                  |
| |                    |                             |                  |
| Fuente: ProCyclingStats |                    |                             |                  |
| Clasificación general |                    |                             |                  |
| Ciclista | Ciclista           | Equipo                      | Tiempo           |
| 1.º | Pavel Sivakov      | Team Sky                    | 14 h 53 min 40 s |
| 2.º | Tao Geoghegan Hart | Team Sky                    | + 27 s           |
| 3.º | Rafał Majka        | Bora-Hansgrohe              | + 31 s           |
| 4.º | Vincenzo Nibali    | Bahrain-Merida              | + 33 s           |
| 5.º | Jan Hirt           | Astana                      | + 48 s           |
| 6.º | Mattia Cattaneo    | Androni Giocattoli-Sidermec | + 1 min 03 s     |
| 7.º | Aleksandr Vlásov   | Gazprom-RusVelo             | + 2 min 04 s     |
| 8.º | Giovanni Carboni   | Bardiani CSF                | + 2 min 30 s     |
| 9.º | Chris Froome       | Team Sky                    | + 2 min 34 s     |
| 10.º | Pello Bilbao       | Astana                      | + 2 min 39 s     |

### 5.ª etapa
| Caldaro sulla Strada del Vino - Bolzano | etapa de montaña | (148,7 km) |

| \| Clasificación de la etapa \| Clasificación de la etapa \| Clasificación de la etapa \| Clasificación de la etapa \| Clasificación de la etapa \| \| Ciclista \| Ciclista \| Equipo \| Tiempo \| \| \| ------------------------- \| ------------------------- \| ----------------------------- \| ------------------------- \| ------------------------- \| \| 1.º \| Fausto Masnada \| Androni Giocattoli-Sidermec \| 4 h 02 min 06 s \| \| \| 2.º \| Carlos Quintero \| Manzana Postobón \| + 7 s \| \| \| 3.º \| Simone Velasco \| Neri Sottoli-Selle Italia-KTM \| + 1 min 31 s \| \| \| 4.º \| Dario Cataldo \| Astana \| + 1 min 31 s \| \| \| 5.º \| Roland Thalmann \| Team Vorarlberg-Santic \| + 1 min 33 s \| \| \| 6.º \| Alexis Vuillermoz \| AG2R La Mondiale \| + 2 min 14 s \| \| \| 7.º \| Vincenzo Nibali \| Bahrain-Merida \| + 2 min 14 s \| \| \| 8.º \| Mattia Cattaneo \| Androni Giocattoli-Sidermec \| + 2 min 14 s \| \| \| 9.º \| Tao Geoghegan Hart \| Team Sky \| + 2 min 14 s \| \| \| 10.º \| Pavel Sivakov \| Team Sky \| + 2 min 14 s \| \| |                    |                               |                 |
| |                    |                               |                 |
| Fuente: ProCyclingStats |                    |                               |                 |
| Clasificación de la etapa |                    |                               |                 |
| Ciclista | Ciclista           | Equipo                        | Tiempo          |
| 1.º | Fausto Masnada     | Androni Giocattoli-Sidermec   | 4 h 02 min 06 s |
| 2.º | Carlos Quintero    | Manzana Postobón              | + 7 s           |
| 3.º | Simone Velasco     | Neri Sottoli-Selle Italia-KTM | + 1 min 31 s    |
| 4.º | Dario Cataldo      | Astana                        | + 1 min 31 s    |
| 5.º | Roland Thalmann    | Team Vorarlberg-Santic        | + 1 min 33 s    |
| 6.º | Alexis Vuillermoz  | AG2R La Mondiale              | + 2 min 14 s    |
| 7.º | Vincenzo Nibali    | Bahrain-Merida                | + 2 min 14 s    |
| 8.º | Mattia Cattaneo    | Androni Giocattoli-Sidermec   | + 2 min 14 s    |
| 9.º | Tao Geoghegan Hart | Team Sky                      | + 2 min 14 s    |
| 10.º | Pavel Sivakov      | Team Sky                      | + 2 min 14 s    |

## Clasificaciones finales
- Las clasificaciones finalizaron de la siguiente forma:[5]

### Clasificación general
| \| Clasificación general \| Clasificación general \| Clasificación general \| Clasificación general \| Clasificación general \| \| Ciclista \| Ciclista \| Equipo \| Tiempo \| \| \| --------------------- \| --------------------- \| --------------------------- \| --------------------- \| --------------------- \| \| 1.º \| Pavel Sivakov \| Team Sky \| 18 h 58 min 00 s \| \| \| 2.º \| Tao Geoghegan Hart \| Team Sky \| + 27 s \| \| \| 3.º \| Vincenzo Nibali \| Bahrain-Merida \| + 33 s \| \| \| 4.º \| Mattia Cattaneo \| Androni Giocattoli-Sidermec \| + 1 min 03 s \| \| \| 5.º \| Fausto Masnada \| Androni Giocattoli-Sidermec \| + 1 min 13 s \| \| \| 6.º \| Rafał Majka \| Bora-Hansgrohe \| + 1 min 46 s \| \| \| 7.º \| Jan Hirt \| Astana \| + 2 min 03 s \| \| \| 8.º \| Dario Cataldo \| Astana \| + 2 min 58 s \| \| \| 9.º \| Roland Thalmann \| Team Vorarlberg-Santic \| + 3 min 14 s \| \| \| 10.º \| Aleksandr Vlásov \| Gazprom-RusVelo \| + 4 min 27 s \| \| |                    |                             |                  |
| |                    |                             |                  |
| Fuente: ProCyclingStats |                    |                             |                  |
| Clasificación general |                    |                             |                  |
| Ciclista | Ciclista           | Equipo                      | Tiempo           |
| 1.º | Pavel Sivakov      | Team Sky                    | 18 h 58 min 00 s |
| 2.º | Tao Geoghegan Hart | Team Sky                    | + 27 s           |
| 3.º | Vincenzo Nibali    | Bahrain-Merida              | + 33 s           |
| 4.º | Mattia Cattaneo    | Androni Giocattoli-Sidermec | + 1 min 03 s     |
| 5.º | Fausto Masnada     | Androni Giocattoli-Sidermec | + 1 min 13 s     |
| 6.º | Rafał Majka        | Bora-Hansgrohe              | + 1 min 46 s     |
| 7.º | Jan Hirt           | Astana                      | + 2 min 03 s     |
| 8.º | Dario Cataldo      | Astana                      | + 2 min 58 s     |
| 9.º | Roland Thalmann    | Team Vorarlberg-Santic      | + 3 min 14 s     |
| 10.º | Aleksandr Vlásov   | Gazprom-RusVelo             | + 4 min 27 s     |

### Clasificación de la montaña
| Clasificación de la montaña | Clasificación de la montaña | Clasificación de la montaña   | Clasificación de la montaña | Clasificación de la montaña |
| Ciclista                    | Ciclista                    | Equipo                        | Puntos                      |                             |
| --------------------------- | --------------------------- | ----------------------------- | --------------------------- | --------------------------- |
| 1.º                         | Sergio Samitier             | Euskadi Basque Country-Murias | 23 pts                      |                             |
| 2.º                         | Carlos Quintero             | Manzana Postobón              | 21 pts                      |                             |
| 3.º                         | Emil Dima                   | Giotti Victoria-Palomar       | 9 pts                       |                             |
| 4.º                         | Simone Velasco              | Neri Sottoli-Selle Italia-KTM | 9 pts                       |                             |
| 5.º                         | Rafał Majka                 | Bora-Hansgrohe                | 8 pts                       |                             |
| 6.º                         | Fausto Masnada              | Androni Giocattoli-Sidermec   | 8 pts                       |                             |
| 7.º                         | Aldemar Reyes Ortega        | Manzana Postobón              | 6 pts                       |                             |
| 8.º                         | Matthias Krizek             | Felbermayr Simplon Wels       | 6 pts                       |                             |
| 9.º                         | Pavel Sivakov               | Team Sky                      | 4 pts                       |                             |
| 10.º                        | Dario Cataldo               | Astana                        | 4 pts                       |                             |

### Clasificación de los sprints (metas volantes)
| Clasificación de las metas volantes | Clasificación de las metas volantes | Clasificación de las metas volantes | Clasificación de las metas volantes | Clasificación de las metas volantes |
| Ciclista                            | Ciclista                            | Equipo                              | Puntos                              |                                     |
| ----------------------------------- | ----------------------------------- | ----------------------------------- | ----------------------------------- | ----------------------------------- |
| 1.º                                 | Matthias Krizek                     | Felbermayr Simplon Wels             | 12 pts                              |                                     |
| 2.º                                 | Maximilian Kuen                     | Team Vorarlberg-Santic              | 12 pts                              |                                     |
| 3.º                                 | Roland Thalmann                     | Team Vorarlberg-Santic              | 6 pts                               |                                     |
| 4.º                                 | Michele Corradini                   | Italia                              | 6 pts                               |                                     |
| 5.º                                 | Tobias Bayer                        | Tirol KTM Cycling Team              | 6 pts                               |                                     |
| 6.º                                 | François Bidard                     | AG2R La Mondiale                    | 2 pts                               |                                     |
| 7.º                                 | Mario Gamper                        | Tirol KTM Cycling Team              | 2 pts                               |                                     |

### Clasificación de los jóvenes
| Clasificación del mejor joven | Clasificación del mejor joven | Clasificación del mejor joven | Clasificación del mejor joven | Clasificación del mejor joven |
| Ciclista                      | Ciclista                      | Equipo                        | Tiempo                        |                               |
| ----------------------------- | ----------------------------- | ----------------------------- | ----------------------------- | ----------------------------- |
| 1.º                           | Pavel Sivakov                 | Team Sky                      | 18 h 58 min 00 s              |                               |
| 2.º                           | Aleksandr Vlásov              | Gazprom-RusVelo               | + 4 min 27 s                  |                               |
| 3.º                           | Miguel Flórez López           | Androni Giocattoli-Sidermec   | + 22 min 47 s                 |                               |
| 4.º                           | Luca Covili                   | Bardiani CSF                  | + 23 min 15 s                 |                               |
| 5.º                           | Georg Zimmermann              | Tirol KTM Cycling Team        | + 35 min 53 s                 |                               |
| 6.º                           | Francesco Romano              | Bardiani CSF                  | + 37 min 17 s                 |                               |
| 7.º                           | Markus Wildauer               | Tirol KTM Cycling Team        | + 39 min 21 s                 |                               |
| 8.º                           | Jhojan García                 | Manzana Postobón              | + 40 min 23 s                 |                               |
| 9.º                           | Benjamin Brkic                | Felbermayr Simplon Wels       | + 43 min 41 s                 |                               |
| 10.º                          | Fernando Barceló              | Euskadi Basque Country-Murias | + 44 min 05 s                 |                               |

### Clasificación por equipos
| Clasificación por equipos | Clasificación por equipos     | Clasificación por equipos | Clasificación por equipos |
| Equipo                    | Equipo                        | Tiempo                    |                           |
| ------------------------- | ----------------------------- | ------------------------- | ------------------------- |
| 1.º                       | Sky                           | 57 h 00 min 00 s          |                           |
| 2.º                       | Astana                        | + 3 min 06 s              |                           |
| 3.º                       | Androni Giocattoli-Sidermec   | + 19 min 27 s             |                           |
| 4.º                       | Bahrain-Merida                | + 22 min 01 s             |                           |
| 5.º                       | Neri Sottoli-Selle Italia-KTM | + 34 min 05 s             |                           |
| 6.º                       | AG2R La Mondiale              | + 37 min 38 s             |                           |
| 7.º                       | Gazprom-RusVelo               | + 40 min 30 s             |                           |
| 8.º                       | Euskadi Basque Country-Murias | + 41 min 30 s             |                           |
| 9.º                       | Team Vorarlberg-Santic        | + 52 min 06 s             |                           |
| 10.º                      | Bardiani CSF                  | + 56 min 26 s             |                           |

## Evolución de las clasificaciones
| Etapa                   | Vencedor                | Clasificación general | Clasificación de la montaña | Clasificación de los sprints | Clasificación de los jóvenes | Clasificación por equipos |
| ----------------------- | ----------------------- | --------------------- | --------------------------- | ---------------------------- | ---------------------------- | ------------------------- |
| 1.ª                     | Tao Geoghegan Hart      | Tao Geoghegan Hart    | Emil Dima                   | Matthias Krizek              | Aleksandr Vlasov             | Astana                    |
| 2.ª                     | Pavel Sivakov           | Pavel Sivakov         | Sergio Samitier             | Maximilian Kuen              | Pavel Sivakov                | Astana                    |
| 3.ª                     | Fausto Masnada          | Pavel Sivakov         | Sergio Samitier             | Maximilian Kuen              | Pavel Sivakov                | Astana                    |
| 4.ª                     | Tao Geoghegan Hart      | Pavel Sivakov         | Sergio Samitier             | Matthias Krizek              | Pavel Sivakov                | Sky                       |
| 5.ª                     | Fausto Masnada          | Pavel Sivakov         | Sergio Samitier             | Matthias Krizek              | Pavel Sivakov                | Sky                       |
| Clasificaciones finales | Clasificaciones finales | Pavel Sivakov         | Sergio Samitier             | Matthias Krizek              | Pavel Sivakov                | Sky                       |

## UCI World Ranking
El Tour de los Alpes otorgó puntos para el UCI World Ranking para corredores de los equipos en las categorías UCI WorldTeam, Profesional Continental y Equipos Continentales. Las siguientes tablas son el baremo de puntuación y los 10 corredores que obtuvieron más puntos:
| Posición              | 1.º | 2.º | 3.º | 4.º | 5.º | 6.º | 7.º | 8.º | 9.º | 10.º | 11.º | 12.º | 13.º | 14.º | 15.º | 16.º-30.º | 31.º-40.º |
| Clasificación general | 200 | 150 | 125 | 100 | 85  | 70  | 60  | 50  | 40  | 35   | 30   | 25   | 20   | 15   | 10   | 5         | 3         |
| Por etapa             | 20  | 10  | 5   |     |     |     |     |     |     |      |      |      |      |      |      |           |           |
| Líder                 | 5   |     |     |     |     |     |     |     |     |      |      |      |      |      |      |           |           |

| Clasificación |                    |                             |         |       |       |       |
| Posición      | Ciclista           | Equipo                      | General | Etapa | Líder | Total |
| ------------- | ------------------ | --------------------------- | ------- | ----- | ----- | ----- |
| 1.º           | Pavel Sivakov      | Sky                         | 200     | 20    | 15    | 235   |
| 2.º           | Tao Geoghegan Hart | Sky                         | 150     | 50    | 5     | 205   |
| 3.º           | Vincenzo Nibali    | Bahrain Merida              | 125     | 10    | -     | 135   |
| 4.º           | Fausto Masnada     | Androni Giocattoli-Sidermec | 85      | 40    | -     | 125   |
| 5.º           | Mattia Cattaneo    | Androni Giocattoli-Sidermec | 100     | 5     | -     | 105   |
| 6.º           | Rafał Majka        | Bora-Hansgrohe              | 70      | 10    | -     | 80    |
| 7.º           | Jan Hirt           | Astana                      | 60      | 10    | -     | 70    |
| 8.º           | Dario Cataldo      | Astana                      | 50      | -     | -     | 50    |
| 9.º           | Roland Thalmann    | Vorarlberg-Santic           | 40      | 5     | -     | 45    |
| 10.º          | Aleksandr Vlasov   | Gazprom-RusVelo             | 35      | -     | -     | 35    |